# Meryl Streepová
Mary Louise „Meryl“ Streepová (nepřechýleně Streep; * 22. června 1949 Summit) je americká divadelní, televizní a filmová herečka, osminásobná držitelka Zlatého glóbu, dvojnásobná držitelka Ceny Emmy a trojnásobná držitelka Oscara.

## Osobní život
Narodila se v roce 1949 v Summitu ve státě New Jersey. Její rodiče byli Mary W. a Harry William Streepovi. Má dva mladší bratry – Dana (1953) a Harryho (1951). Bakalářský titul v oboru umění získala na Vassar College v roce 1971 a magisterský na Yaleově univerzitě.

### Herecká kariéra
Svoji první důležitou, i když malou, roli hrála ve filmu Julie. Jejím druhým výrazným snímkem byl Lovec jelenů (1978), za něj získala první nominaci na Oscara. Následující rok tuto cenu získala za film Kramerová vs. Kramer, kde hrála po boku Dustina Hoffmana. Druhý Oscar jí byl udělen v roce 1982 za hlavní roli ve filmu Sophiina volba.
V roce 1978 také získala svou první cenu Emmy za roli v minisérii Holocaust. O rok později hrála ve filmu Woodyho Allena Manhattan.
V osmdesátých letech se objevila v úspěšných filmech jako Francouzova milenka, Silkwoodová (s Kurtem Russellem a Cher), Vzpomínky na Afriku (s Robertem Redfordem) a Jako nepoddajný plevel (s Jackem Nicholsonem). Často obdržela dobré recenze a na Oscara byla nominována za roli aktivistky Karen Silkwoodové ve filmu Silkwoodová. Ve filmu Výkřik ve tmě ztvárnila roli Lindy Chamberlainové, australské matky obviněné ze zodpovědnosti za smrt svého dítěte, když tvrdila, že ho napadl dingo. Za tuto roli získala cenu za nejlepší ženský herecký výkon na filmovém festivalu v Cannes.
V devadesátých letech ztvárnila velké množství rozmanitých rolí jako např. psychicky labilní herečku béčkových filmů ve filmové adaptaci novely (která odrážela vlastní život a rodinné vztahy autorky) herečky Carrie Fisherové Pohlednice z Hollywoodu, kde hrála spolu s Dennisem Quaidem a Shirley MacLaine. Spolu s Goldie Hawnovou a Brucem Willisem hrála ve filmu Smrt jí sluší. Mezi její další filmy z této doby patří Dům duchů, Divoká řeka, Madisonské mosty (nominace na Oscara), Marvinův pokoj nebo Hudba mého srdce.
Svůj hlas propůjčila také několika postavám – třeba v seriálu Simpsonovi (dceři reverenda Timothy Lovejoye), nebo ve filmu Stevena Spielberga A.I. Umělá inteligence.
V roce 2002 hrála spolu s Nicolasem Cagem ve filmu Adaptace a s Nicole Kidmanovou a Julianne Mooreovou ve snímku Hodiny. Spolu s Al Pacinem a Emmou Thompsonovou se objevila v televizní minisérii Andělé v Americe, ve které ztvárnila hned čtyři role a získala za ni svou druhou cenu Emmy. Spolu s Liamem Neesonem uváděla v roce 2001 v Oslu také koncert Nobelovy ceny míru.
Mezi její filmy patří také Prime, Zítra nehrajeme! (s Lindsay Lohan a Lily Tomlin) a Ďábel nosí Pradu s Anne Hathawayovou, za který získala Zlatý glóbus a čtrnáctou nominaci na Oscara. V roce 2008 měl premiéru film Mamma Mia!, natočený podle stejnojmenného muzikálu, upraveného dle původní hudby skupiny ABBA. Dále snímek Pochyby, v němž ztvárnila roli ředitelky katolické školy.

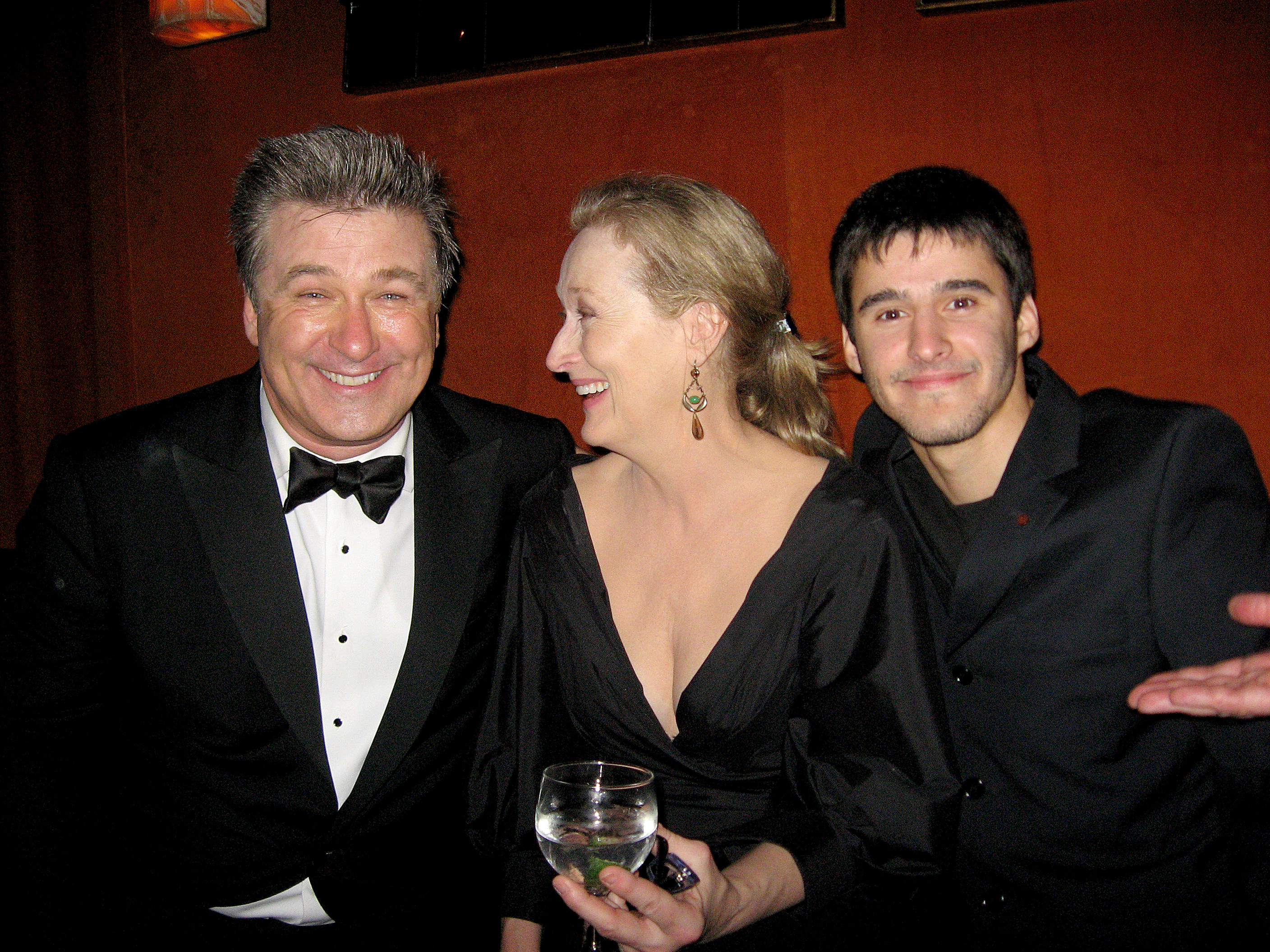
M. Streepová s Alecem Baldwinem a Joshem Woodem, 2009

V roce 2009 natočila film Nějak se to komplikuje, motto filmu zní: Dva muži se zamilují do jedné ženy. Ztvárnila zde tuto ženu, Jane Adlerovou, a za tuto roli získala nominaci na Zlatý glóbus za nejlepší ženský herecký výkon v komedii nebo muzikálu.
V roce 2010 se objevila v internetovém seriálu Lisy Kudrow s názvem Web Teraphy a objevila se hned ve třech dílech.
V roce 2011 natočila film Železná lady, kde hrála bývalou britskou premiérku Margaret Thatcherovou. Režie se ujala Phyllida Lloyd, která s Meryl pracovala na muzikálu Mamma mia! Partnera Meryl Denise Thatchera ve filmu hraje oscarový herec Jim Broadbent. Meryl Streepová za roli Thatcherové byla oceněná Zlatým Glóbem, cenou BAFTA a třetím Oscarem.
Rok 2012 zakončila filmem Druhá šance, ve kterém hrála spolu s Tommy Lee Jonesem. Tato komedie pojednává o vztahu staršího páru, ve kterém manželka není příliš spokojena, nelíbí se jí stereotyp jejího manželství. A proto najde poradce pro manželské dvojice, aby jim pomohl získat ztracenou jiskru.
V roce 2017 ztvárnila Meryl Streep charakterní roli vydavatelky deníku Washington Post Kay Grahamové ve filmu režiséra Stevena Spielberga Akta Pentagon: Skrytá válka (původní název byl The Post).

## Soukromý život
Byla zasnoubená se svým kolegou z filmu Lovec jelenů Johnem Cazalem až do jeho smrti, kdy skonal na rakovinu kostí dne 12. března 1978. V září 1978 si vzala sochaře Dona Gummera, se kterým má čtyři děti – Henry W. „Hank“ Gummer (nar. 1979), Mamie Gummer (nar. 1983), Grace Jane Gummer (nar. 1986) a Louisa Jacobson Gummer (nar. 1991). Dcery Mamie a Grace se staly také herečkami, prvorozený syn Henry je muzikant a zpěvák.

## Filmografie

### Film
| Rok  | Film                                                 | Role                        | Poznámky |
| ---- | ---------------------------------------------------- | --------------------------- | --- |
| 1975 | Everybody Rides the Carousel                         |                             | |
| 1977 | Julia                                                | Anne Marie                  | |
| 1977 | Secret Service                                       | Edith Varney                | |
| 1978 | Lovec jelenů                                         | Linda                       | nominace na Oscara v kategorii Nejlepší herečka ve vedlejší roli nominace na Zlatý glóbus v kategorii Nejlepší herečka ve vedlejší roli nominace cenu BAFTA v kategorii Nejlepší herečka v hlavní roli |
| 1979 | Manhattan                                            | Jill                        | nominace na cenu BAFTA v kategorii Nejlepší herečka ve vedlejší roli |
| 1979 | Uncommon Women... and Others                         | Leilah                      | |
| 1979 | Svedení Joea Tynana                                  | Karen Traynorová            | |
| 1979 | Kramerová versus Kramer                              | Joanna Kramerová            | Oscar v kategorii Nejlepší herečka ve vedlejší roli Zlatý glóbus v kategorii Nejlepší herečka ve vedlejší roli nominace na cenu BAFTA v kategorii Nejlepší herečka v hlavní roli                       |
| 1981 | Francouzova milenka                                  | Sarah / Anna                | Cena BAFTA v kategorii Nejlepší herečka v hlavní roli Zlatý glóbus v kategorii Nejlepší herečka v dramatu nominace na Oscara v kategorii Nejlepší herečka                                              |
| 1982 | Klid noci                                            | Brooke Reynoldsová          | |
| 1982 | Sophiina volba                                       | Sophie                      | Oscar v kategorii Nejlepší herečka Zlatý glóbus v kategorii Nejlepší herečka v dramatu nominace na cenu BAFTA v kategorii Nejlepší herečka v hlavní roli                                               |
| 1983 | Silkwoodová                                          | Karen Silkwoodová           | nominace na Oscara v kategorii Nejlepší herečka nominace na Zlatý glóbus v kategorii Nejlepší herečka v dramatu nominace na cenu BAFTA v kategorii Nejlepší herečka v hlavní roli                      |
| 1984 | Zamilovat se                                         | Molly Gilmore               | |
| 1985 | Víc než dost                                         | Susan Traherne              | |
| 1985 | Vzpomínky na Afriku                                  | Karen                       | nominace na Oscara v kategorii Nejlepší herečka nominace na Zlatý glóbus v kategorii Nejlepší herečka v dramatu nominace na cenu BAFTA v kategorii Nejlepší herečka v hlavní roli                      |
| 1986 | Hořkost                                              | Rachel Samstatová           | |
| 1987 | Jako nepoddajný plevel                               | Helen Archerová             | nominace na Oscara v kategorii Nejlepší herečka |
| 1988 | The Tailor of Gloucester                             | vypravěčka                  | |
| 1988 | Výkřik ve tmě                                        | Lindy Chamberlainová        | nominace na Oscara v kategorii Nejlepší herečka nominace na Zlatý glóbus v kategorii Nejlepší herečka v dramatu                                                                                        |
| 1989 | Ďáblice                                              | Mary Fisherová              | nominace na Zlatý glóbus v kategorii Nejlepší herečka v komedii nebo muzikálu |
| 1990 | Pohlednice z Hollywoodu                              | Suzanne Vale                | nominace na Oscara v kategorii Nejlepší herečka nominace na Zlatý glóbus v kategorii Nejlepší herečka v komedii nebo muzikálu                                                                          |
| 1991 | Chraň si svůj život                                  | Julia                       | |
| 1992 | Smrt jí sluší                                        | Madeline Ashtonová          | nominace na Zlatý glóbus v kategorii Nejlepší herečka v komedii nebo muzikálu |
| 1993 | Dům duchů                                            | Clara del Valle Trueba      | |
| 1994 | Divoká řeka                                          | Gail Hartmanová             | nominace na Zlatý glóbus v kategorii Nejlepší herečka v dramatu |
| 1995 | Madisonské mosty                                     | Francesca Johnsonová        | nominace na Oscara v kategorii Nejlepší herečka nominace na Zlatý glóbus v kategorii Nejlepší herečka v dramatu                                                                                        |
| 1996 | Předtím a potom                                      | Dr. Carolyn Ryanová         | |
| 1996 | Marvinův pokoj                                       | Lee                         | nominace na Zlatý glóbus v kategorii Nejlepší herečka v dramatu |
| 1998 | Tanec na konci léta                                  | Kate Mundy                  | |
| 1998 | Jediná správná věc                                   | Kate Guldenová              | nominace na Oscara v kategorii Nejlepší herečka nominace na Zlatý glóbus v kategorii Nejlepší herečka v dramatu                                                                                        |
| 1999 | Chrysanthemum                                        | vypravěčka                  | |
| 1999 | Hudba mého srdce                                     | Roberta Guaspari            | nominace na Oscara v kategorii Nejlepší herečka nominace na Zlatý glóbus v kategorii Nejlepší herečka v dramatu                                                                                        |
| 1999 | Tatík Hill a spol.                                   | teta Esme Dauterive         | 1 epizoda, dabing |
| 2001 | A.I. Umělá inteligence                               | Blue Mecha                  | dabing |
| 2002 | Adaptace                                             | Susan Orleanová             | Zlatý glóbus v kategorii Nejlepší herečka ve vedlejší roli nominace na Oscara v kategorii Nejlepší herečka ve vedlejší roli nominace na cenu BAFTA v kategorii Nejlepší herečka ve vedlejší roli       |
| 2002 | Hodiny                                               | Clarissa Vaughanová         | nominace na cenu BAFTA v kategorii Nejlepší herečka v hlavní roli nominace na Zlatý glóbus v kategorii Nejlepší herečka v dramatu                                                                      |
| 2003 | Bratři, jak se patří                                 | sebe                        | |
| 2004 | Lemony Snicket: Řada nešťastných příhod              | teta Josephine              | |
| 2004 | Manchurianský kandidát                               | Eleanor Shaw                | nominace na Zlatý glóbus v kategorii Nejlepší herečka ve vedlejší roli nominace na cenu BAFTA v kategorii Nejlepší herečka ve vedlejší roli                                                            |
| 2005 | Prime                                                | Lisa Metzgerová             | |
| 2006 | Zítra nehrajeme!                                     | Yolanda Johnsonová          | |
| 2006 | The Music of Regret                                  | žena                        | |
| 2006 | Ďábel nosí Pradu                                     | Miranda Priestlyová         | Zlatý glóbus v kategorii Nejlepší herečka v komedii nebo muzikálu nominace na Oscara v kategorii Nejlepší herečka nominace na cenu BAFTA v kategorii Nejlepší herečka v hlavní roli                    |
| 2006 | Mravenčí polepšovna                                  | královna                    | dabing |
| 2007 | Ten večer                                            | Lila Rossová                | |
| 2007 | Temná hmota                                          | Joanna Silverová            | |
| 2007 | Odvlečen                                             | Corrine Whitmanová          | |
| 2007 | Hrdinové a zbabělci                                  | Janine Rothová              | |
| 2008 | Mamma Mia!                                           | Donna Sheridanová           | nominace na Zlatý glóbus v kategorii Nejlepší herečka v komedii nebo muzikálu |
| 2008 | Pochyby                                              | sestra Aloysius Beauvierová | nominace na Oscara v kategorii Nejlepší herečka nominace na Zlatý glóbus v kategorii Nejlepší herečka v dramatu nominace na cenu BAFTA v kategorii Nejlepší herečka v hlavní roli                      |
| 2009 | Julie a Julia                                        | Julia Childová              | Zlatý glóbus v kategorii Nejlepší herečka v komedii nebo muzikálu nominace na Oscara v kategorii Nejlepší herečka nominace na cenu BAFTA v kategorii Nejlepší herečka v hlavní roli                    |
| 2009 | Fantastický pan Lišák                                | paní Lišáková               | dabing |
| 2009 | Nějak se to komplikuje                               | Jane Adlerová               | nominace na Zlatý glóbus v kategorii Nejlepší herečka v komedii nebo muzikálu |
| 2010 | Higglety Pigglety Pop! or There Must Be More to Life | Jennie                      | dabing |
| 2011 | Železná lady                                         | Margaret Thatcherová        | Oscar v kategorii Nejlepší herečka Zlatý glóbus v kategorii Nejlepší herečka v dramatu cena BAFTA v kategorii Nejlepší herečka v hlavní roli                                                           |
| 2012 | Druhá šance                                          | Kay Soamesová               | nominace na Zlatý glóbus v kategorii Nejlepší herečka v komedii nebo muzikálu |
| 2013 | Blízko od sebe                                       | Violet Westonová            | nominace na Zlatý glóbus v kategorii Nejlepší herečka v komedii nebo muzikálu nominace na Oscara v kategorii Nejlepší herečka                                                                          |
| 2014 | Dárce                                                | Chief Elderová              | |
| 2014 | Síla života                                          | Altha Carterová             | |
| 2014 | Čarovný les                                          | Čarodějnice                 | nominace na Zlatý glóbus v kategorii Nejlepší ženský herecký výkon ve vedlejší roli nominace na Oscara v kategorii Nejlepší ženský herecký výkon ve vedlejší roli                                      |
| 2015 | Sufražetka                                           | Emmeline Pankhurstová       | |
| 2015 | Nikdy není pozdě                                     | Ricki                       | |
| 2016 | Božská Florence                                      | Florence Foster Jenkinsová  | |
| 2017 | Akta Pentagon: Skrytá válka                          | Kay Graham                  | |
| 2018 | Mary Poppins se vrací                                | Topsy                       | |
| 2018 | Mamma Mia! Here We Go Again                          | Donna Sheridan              | |
| 2018 | This Changes Everything                              | ona sama (vypravěčka)       | dokumentární film |
| 2019 | Prací automat                                        | Ellen Martin                | |
| 2019 | Malé ženy                                            | teta March                  | |
| 2020 | Here We Are: Notes for Living on Planet Earth        | vypravěčka                  | krátký film |
| 2020 | The Prom                                             | Dee Dee Allen               | |
| 2020 | Nechte je všechny mluvit                             | Alice Hughes                | |
| 2021 | K zemi hleď!                                         | prezidentka Janie Orlean    | |

### Televize
| Rok       | Název                      | Role                                | Poznámky                       |
| --------- | -------------------------- | ----------------------------------- | ------------------------------ |
| 1977      | The Deadliest Season       | Sharon Millerová                    | TV film                        |
| 1978      | Holocaust                  | Inga Helms Weissová                 | minisérie; 4 díly              |
| 1981      | Kiss Me, Petruchio         | Katherine                           | dokumentární TV film           |
| 1982      | Alice at the Palace        | Alice                               | TV film                        |
| 1994      | Simpsonovi                 | Jessica Lovejoyová                  | díl: „Bartovo děvče“           |
| 1997      | Především nikomu neublížím | Lori Reimullerová                   | TV film; také producentka      |
| 1999      | Tatík Hill a spol.         | teta Esme Dauterive (hlas)          | díl: „A Beer Can Named Desire“ |
| 2003      | Andělé v Americe           | Ethel Rosenbergová / Hannah Pittová | minisérie; 6 dílů              |
| 2010–2012 | Terapie online             | Camila Bownerová                    | 5 dílů                         |
| 2017      | Five Came Back             | vypravěčka                          | dokumentární TV film           |
| 2019      | Sedmilhářky                | Mary Louise Wright                  | hlavní role (2. řada)          |
| 2023      | Předzvěsti                 | Eve Shearer                         | díl: „2046: Pád velryby“       |
| 2023      | Jen vraždy v budově        | Loretta Durkin                      | vedlejší role (3. řada)        |